# مد فرش قرمز

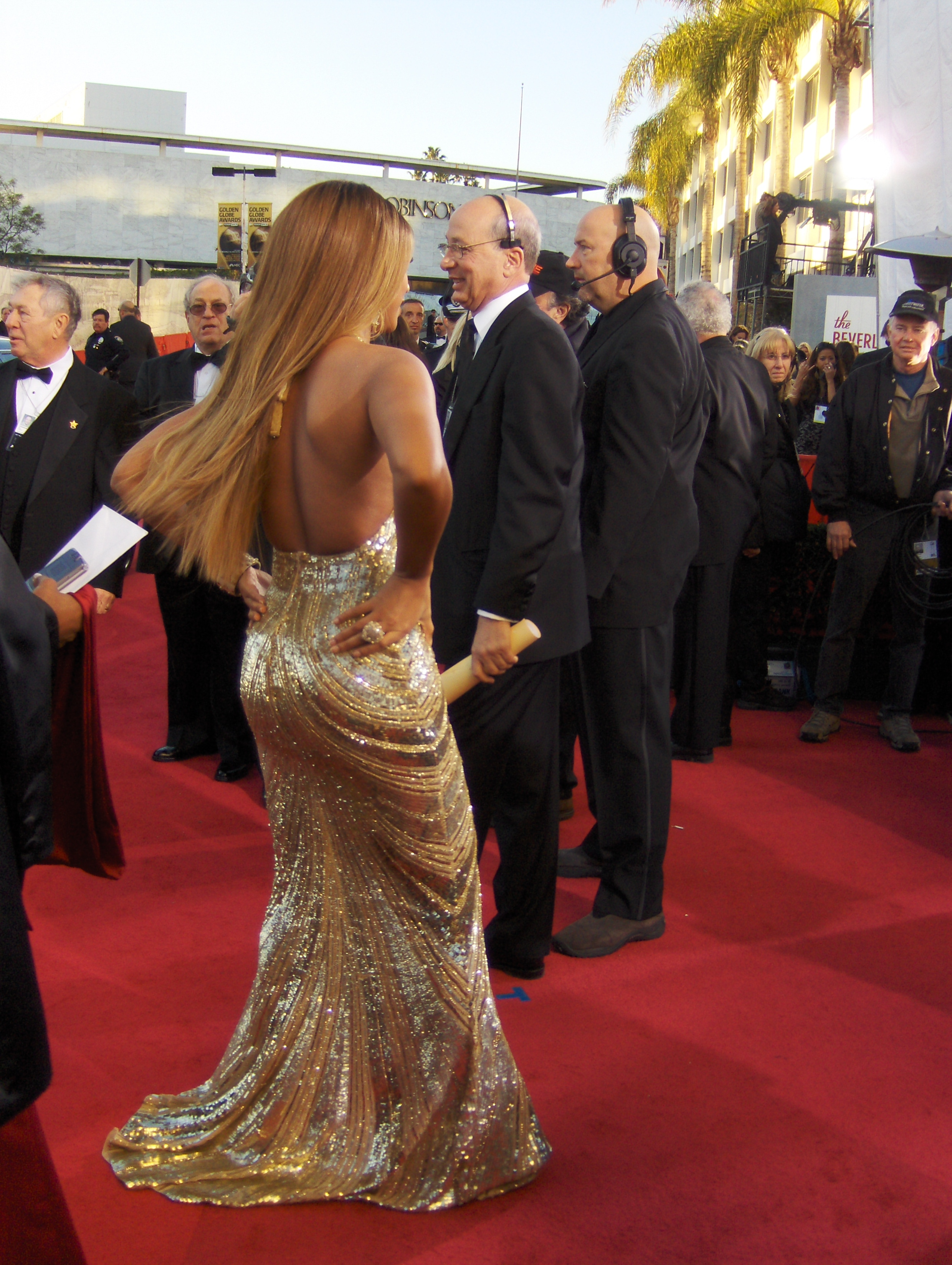
بیانسه در شصت و چهارمین مراسم گلدن گلوب, 15 ژانویه, 2007

مُد فرش قرمز به مُدی گفته می‌شود که سلبریتی‌ها برای شرکت در مراسم مختلف مانند جشنواره‌ها، جایزه‌ها و فرش قرمز اکران فیلم‌ها به تن می‌کنند. لباس‌هایی که در مراسمی مانند اسکار یا گلدن گلوب پوشیده می‌شود، توسط رسانه‌ها مورد بررسی دقیق قرار می‌گیرد و همین مسئله باعث شده‌است که مراسم فرش قرمز به یکی از مهم‌ترین محل‌ها برای طراحان لباس و برندهای مشهور برای عرضه محصولات خود بدل شود. به غیر مراسم عمومی مانند گلدن گلوب و اسکار، فرش قرمزهای محدود مانند فرش قرمز مجله ووگ نیز تأثیر به سزایی در معرفی مد دارند.

## سبک فرش قرمز
تا دهه ۱۹۹۰ بسیاری از سلبریتی‌ها، خود لباس‌ مورد نظر برای حضور در فرش‌ قرمز اسکار را انتخاب می‌کردند. به همین دلیل استفاده از لباس‌های عجیب و غریب مانند جین پاره پاره، پیراهن هندی، لباس‌های پولک‌دار و ... چیز چندان عجیبی در این مراسم نبود. در مراسمی مانند گلدن گلوب نیز تا دهه ۱۹۹۰ بسیاری از سلبریتی‌ها لباس رسمی می‌پوشیدند و گاهی حتی نامزدهای این مراسم با لباس غیررسمی بر روی سن ظاهر می‌شدند.  در مراسم سال ۲۰۰۰ گلدن گلوب، وقتی هلی بری با یک لباس فریبنده سفید ولنتینو حضور پیدا کرد، به اعتقاد بسیاری قواعد سبک پوشش در گلدن گلوب را نادیده گرفته بود و همین کار باعث متحول شدن نگاه به مد در مراسم فرش قرمز شد. فیلیپ بلوش، طراح لباس بری نیز در همین رابطه گفته بود که این عمل بری باعث شد که انتخاب لباس برای مراسم فرش قرمز و جشنواره‌ها از آن زمان تبدیل به عملی حرفه‌ای شد، نه کاری که فقط سلیقه در آن دخیل باشد. این رفتار، باعث شد که پس از دهه ۱۹۹۰، نگاه به مد در مراسمی مانند اسکار، افزایش چشم‌گیری را شاهد باشد و انتقادهای بسیاری که از سبک پوشش در این مراسم می‌شد را همراهی کند. حضور طراحان حرفه‌ای مد در انتخاب لباس سلبریتی‌ها اما باعث شد که سبک پوشش لباس در این مراسم،شیرین، مطلوب و همگن به نظر برسد و حاضران در چنین مراسم‌هایی به دنبال لباس‌های ساده‌تر، شیک‌تر، با مدل موی ساده و البته لباس‌هایی گاه جواهر نشان بروند. یکی از مهم‌ترین کارهایی که یک طراح لباس برای انتخاب مدل پوشش یک سلبریتی باید انجام دهد این است که سعی کند لباسی را انتخاب کند که باعث نشود آن سلبریتی در لیست بدپوش‌ترین لباس مراسم قرار گیرد. لیستی که بعد از هر مراسم، توسط نشریات و خبرگزاری‌های مختلف و براساس سلیقه عمومی انتخاب می‌شوند.
در سال ۲۰۰۴ مجله نیویورک تایمز در مطلبی با عنوان "آیا زرق و برق گلدن گلوب، از اسکار به سرقت رفته است؟" به بررسی این مسئله پرداخته بود نامزدهای "جوان و هیپر" گلدن گلوب از برنامه‌های تلویزیونی مانند بازیگران سینما، از طراحان می‌خواهند که لباسی برای آن‌ها در نظر بگیرد که بیشتر به چشم بیایند. برخلاف اسکار،‌نامزدهای گلدن گلوب و دیگر مراسم این‌چنینی، کمتر برای خریدن لباس‌هایی گران، تک، با دوخت سفارشی و ... تحت فشار هستند و همین مسئله باعث شده‌است که دست طراحان برای استفاده از لباس‌های ساده و همین طور لباس‌های آماده بازتر باشد. یکی از مشهورترین این لباس‌ها، لباس سبز ورساچه‌ای بود که جنیفر لوپز در چهل و دومین مراسم گرمی در ۲۳ فوریه ۲۰۰۰ به تن کرده بود که سر و صدای زیادی در رسانه‌ها به پا کرد. این لباس یک پوشش ابریشمی ساده سبز رنگ بود که هم‌زمان از سوی ورساچه در بازار عرضه شده بود.

## تبلیغات
انتخاب لباسی مناسب برای فرش قرمز، که توجه رسانه‌ها را به خود جلب کند، از مهم‌ترین پیش شرط برای یک طراح است. کارمن مارک والوو طراح به نام آمریکایی در این رابطه در سال ۲۰۰۰ گفته بود:
بازگشت سرمایه زمانی از لباسی که یک سلبریتی در مراسمی، لباس یک طراح را می‌پوشد، بسیار بیشتر از زمانی است که آن طراح، در یک مجله مانند ووگ یا هارپرز بازار پنج صفحه تمام تبلیغات بدهد، چرا که آن نشریات تنها یک بار و به صورت محدود منتشر می‌شوند، اما اگر لباسی بر تن یک سلبریتی، نظر افراد را به خود جلب کند، مطمئنا به صورت مداوم در نشریات، اینترنت و ... منتشر خواهد شد که ارزشش صدها هزار دلار خواهد بود.
بن دلیسی طراح لباس آمریکایی/انگلیسی نیز زمانی که کیت وینسلت لباسی با طراحی او را برای مراسم اسکار سال ۲۰۰۲ پوشید گفته است:
من واقعا نمی‌توانم بگویم این عمل من چه برد تبلیغاتی داشت و تا چه حد در رشد کار من و افزایش درآمد من تأثیرگذار بود. و حالا هر زمان که کیت وینسلت با جایی مصاحبه می‌کند یا روزنامه‌ای درباره او می‌نویسد، تصویر وی را در همان لباس کنار مطلب قرار می‌دهند و این تبلیغاتی است که عملا پایانی ندارد.
البته این نوع سرمایه‌گذاری خالی از ریسک هم نیست. گاهی طراحی برای تهیه لباس یک سلبریتی، بیش از ۱۰۰٫۰۰۰ دلار هزینه می‌کند و در لحظه آخر، آن فرد تصمیم می‌گیرد لباس یک طراح دیگر را به تن کند و بر روی فرش قرمز حاضر شود. عموماً سلبریتی‌ها سفارش لباس خود را به تعداد زیادی از طراحان می‌دهند و عملا هیچ یک از طراحان تا شب برگزاری مراسم نمی‌دانند که سفارش‌دهنده لباس آن‌ها را خواهد پوشید، یا نه! و در واقع همیشه طراحان با این ریسک مواجه هستند که لباسشان پس داده‌نشود، رد شود یا هر اتفاق غیر‌ممکن دیگری برای لباس بیافتد. این البته برای سلبریتی‌ها هم ریسک خود را دارد، چرا که یک طراح می‌تواند لباس اختصاصی برای آن‌ها فراهم کند،‌یا این که از میان لباس‌های آماده خود، یک مجموعه را برای او انتخاب کند.

### رسانه‌ها
تفسیر مد در اغلب مراسم فرش قرمز، به یکی از ضروری‌ترین بخش‌ها تبدیل شده‌است. مانند بسیاری از تفاسیر فرش قرمز در شبکه‌های تلویزیونی مانند بی بی سی که بخش بزرگی از توضیحات فرش قرمز را به خود اختصاص می‌دهد. هم‌چنین رویدادهای فرش قرمز، عموماً مورد توجه شبکه‌های مد قرار می‌گیرد و تا مدت‌ها لباس‌های مورد استفاده در فرش قرمز به سوژه این شبکه‌ها تبدیل می‌شود. تا سال ۲۰۱۱ که ژوان ریور و دخترش ملیسا ریور بازنشست شدند، این دو مهم‌ترین برنامه معرفی مد فرش قرمز را برای مراسم گوناگون مانند، گلدن گلوب، جایزه امی و ... بر عهده داشتند. در آگوست سال ۲۰۰۷ ژوان ریور، جای خود را به "لیزا ریان" در برنامه تلویزیونی TV Guide Network و معرفی برنامه فرش قرمز داد.

## رویدادهای لغو شده
زمانی که در شصت و پنجمین مراسم گلدن گلوب به دلیل اعتصاب نویسندگان لغو و با یک کنفرانس خبری جایگزین شدند، این امر، نگرانی زیادی برای صنایع مد به همراه داشت. این مسئله نه‌تنها طراحان را تهدید می‌کرد، بلکه دیده شدن طراحان جدید در مراسم فرش قرمز را نیز با خطر مواجه کرده بود و آن‌ها را بیش از پیش محدود می‌کرد. در سال ۲۰۰۸ به غیر از اعتصاب نویسندگان، اعتصاب بازیگران که نهایتاً منجر به تعطیلی مراسم اسکار و گلدن گلوب می‌شد نیز این صنعت را تهدید می‌کرد. در همان سال دامنه این اعتراضات به حدی بالا رفت که تأثیر به‌سزایی در مراسم تحلیف ریاست جمهوری باراک اوباما داشت و نگرانی صنعت‌گران حوزه مد را به همراه داشت. در صورت تعطیلی این مراسم، احتمال زیادی وجود داشت که ستارگان حاضر در مراسم گلدن گلوب، لباس‌های جدیدی سفارش ندهند و از همان لباس‌ها برای مراسم اسکار استفاده کنند. تمام این عوامل، تهدیدهایی بود که در آینده نیز می‌تواند گریبان گیر صنعت‌گران حوزه مد باشد که به فرش‌های قرمز چشم دوخته‌اند.